# Koulâmalé
Koulâmalé är ett berg i Djibouti.   Det ligger i regionen Dikhil, i den södra delen av landet, 90 km sydväst om huvudstaden Djibouti. Toppen på Koulâmalé är 922 meter över havet.
Terrängen runt Koulâmalé är kuperad söderut, men norrut är den platt. Runt Koulâmalé är det glesbefolkat, med 9 invånare per kvadratkilometer. Närmaste större samhälle är Dikhil, 16,7 km väster om Koulâmalé. Trakten runt Koulâmalé består i huvudsak av gräsmarker.